# Senegalia roemeriana
Acacia roemeriana é uma espécie de leguminosa do gênero Acacia, pertencente à família Fabaceae.